# Plectophila
Plectophila is een geslacht van vlinders van de familie sikkelmotten (Oecophoridae), uit de onderfamilie Xyloryctinae.

## Soorten
- P. ascripta Lucas, 1901
- P. choriodes (Meyrick, 1890)
- P. discalis (Walker, 1865)
- P. electella (Walker, 1864)
- P. micradelpha (Turner, 1897)
- P. placocosma Lower, 1893
- P. pyrgodes Turner, 1897
- P. sarculata Lucas, 1901